# Pontiac Sunfire
Pontiac Sunfire var en lille mellemklassebil fra bilfabrikanten Pontiac, som i starten af 1995 afløste Sunbird.
Designet var blevet grundlæggende modificeret, og var ligesom teknikken delt med Chevrolet Cavalier som beholdte sit navn. På dette tidspunkt modificerede General Motors deres J-platform, for at den kunne opfylde de aktuelle sikkerhedskrav.
Sunfire fandtes som sedan, coupé og cabriolet i en standard- og en GT-model. GT-pakken fandtes kun til todørsversionerne og indeholdt en sportslig forkofanger, tågeforlygter, et dobbelt udstødningsrør, 16" alufælge og en stærkere motor. Mellem 2003 og 2005 blev kun coupéen solgt i USA, mens sedanen frem til produktionens indstilling fortsat blev solgt i Canada og Mexico.
Frem til 2004 blev Sunfire bygget i Lordstown, Ohio før denne produktionslinje skulle bruges til Chevrolet Cobalt og Pontic Persuit/G5, samt i Ramos Arizpe, Mexico. Cabrioleterne blev dog bygget i Lansing, Michigan.
I midten af 2006 blev Sunfire afløst af Pontiac G5. Dog kunne Chevrolet Cobalt allerede fra slutningen af 2004 købes i Mexico under navnet Pontiac G4 hhv. som Persuit i Canada, hvor sidstnævnte i grunden var en G5 Persuit.

## Modelhistorie
Mellem starten af 1995 og efteråret 2002 var basismodellen udstyret med en 2,2-litersmotor. Den sportslige GT-model kunne som ekstraudstyr i 1995 leveres med en betydeligt stærkere 2,3-litersmotor, som allerede i 1996 blev afløst af en 2,4'er som var en forbedret version af forgængeren.
2,3- og 2,4-motorerne kunne også leveres som ekstraudstyr til basismodellerne.
- Pontiac Sunfire Sedan (1995–1999)
- Pontiac Sunfire Convertible (1995–1999)

### Facelift
I sommeren 1999 fik modelserien en modificeret front med større kølergrill. Derudover blev den bageste nummerplade flyttet fra kofangeren til mellem baglygterne, og cabrioletversionen udgik af produktion.
I efteråret 2002 blev begge de tilgængelige motorer (2,2 og 2,4 liter) afløst af den nye 2,2-liters Ecotec-motor.
- Pontiac Sunfire Sedan (1999–2003)
- Pontiac Sunfire Coupé (1999–2003)
- Bagfra

I starten af 2003 fik Sunfire et større udvendigt facelift med nye forlygter.
Mellem 2003 og 2005 kunne der leveres et kompressorkit hentet fra Chevrolet Cobalt SS. Modellen fandtes med femtrins manuel gearkasse samt med 3- og 4-trins automatgear. Samtlige versioner havde tværliggende frontmotor og forhjulstræk.
Produktionen af Limousine og Coupé blev afsluttet i juni 2005.
- Pontiac Sunfire Sedan (2003–2005)
- Pontiac Sunfire Coupé (2003–2005)

## Sikkerhed
Insurance Institute for Highway Safety har bedømt bilen som værende "dårlig" i forhold til sikkerhed.